# Leo Prieto
Leopold Prieto, detto Leo (19 maggio 1920 – 7 aprile 2009), è stato un allenatore di pallacanestro e dirigente sportivo filippino.

## Carriera
È stato l'allenatore delle Filippine ai Giochi della XVI Olimpiade.